# 皮克丘山
13°30′50″S 71°59′45″W / 13.51389°S 71.99583°W

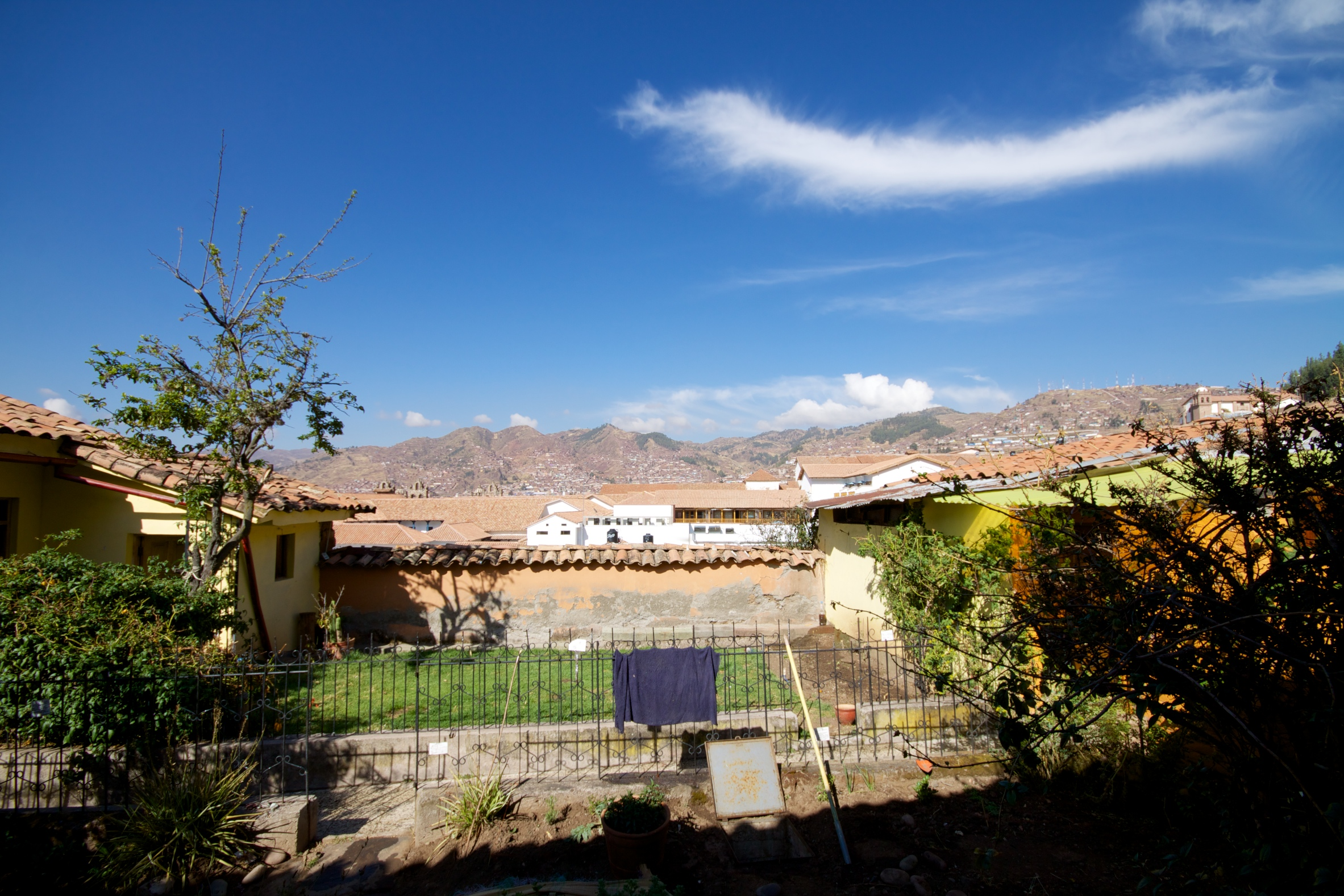

皮克丘山（Pikchu），是秘魯的山峰，位於該國東南部庫斯科大區的庫斯科省，處於庫斯科以西，屬於安第斯山脈的一部分，海拔高度3,800米。